# Трофимов, Фёдор Алексеевич

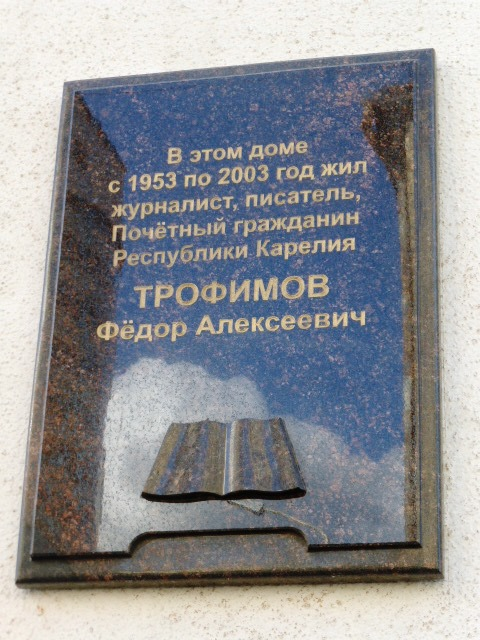
Памятная доска в Петрозаводске
(ул. Свердлова, 10)

Фёдор Алексе́евич Трофи́мов (карел. Trofimov F′odor, 2 октября 1910, Олонецкая губерния — 3 декабря 2003, Петрозаводск) — Народный писатель Карелии, заслуженный работник культуры РСФСР, Почётный гражданин Республики Карелия..

## Биография
Родился в посёлке Деревянное Олонецкой губернии близ Петрозаводска в крестьянской семье, карел.
После окончания семилетней школы и Петрозаводского лесного техникума работал начальником Ругозерского лесопункта.
Первые публикации (стихотворение «На лыжах») Ф. А. Трофимова вышли в марте 1929 года в республиканской газете «Красная Карелия».
В 1932 году он был приглашён на работу в редакцию газеты «Красная Карелия» (позднее — «Ленинская правда»). С тех пор и до июня 1984 года Фёдор Алексеевич прошёл путь от литературного сотрудника до главного редактора газеты. В середине 1990-х годов редакцией газеты была учреждена ежегодная премия имени Фёдора Трофимова.
Во время Великой Отечественной войны Трофимов — ответственный секретарь прифронтовой газеты — участвовал в одном из боевых походов отряда «Красный партизан». Этот поход описан в серии его очерков «В родных лесах». В 1944 году принят в Союз писателей СССР.
С ноября 1945 года по апрель 1946 года Ф. Трофимов был командирован на Нюрнбергский процесс. Материалы командировки послужили темой для «Нюрнбергских заметок» опубликованных в журнале «Север» (1946) и повести «Ярослав».
Полувековая творческая работа Фёдора Трофимова внесла значительный вклад в карельскую журналистику и литературу. В течение многих лет он возглавлял Союз журналистов Карелии, в 1984—1985 годах — председатель правления Союза писателей Карелии.
За плодотворную литературную и трудовую деятельность Ф. А. Трофимов был награждён орденами и медалями, ему было присвоено звание заслуженного работника культуры РСФСР (1968), Народного писателя Карелии, Почётного гражданина Республики Карелия. Он избирался депутатом Верховного Совета Карело-Финской ССР и Карельской АССР. Лауреат Государственной премии Карельской АССР имени А. Перттунена.

## Память
В Петрозаводске на здании дома по ул. Свердлова дом 10, в котором жил Ф. А. Трофимов, установлена памятная доска.